# チトー主義
チトー主義（チトーしゅぎ、セルビア・クロアチア語: Titoizam / Титоизам、英語: Titoism、チトーイズム）は、ユーゴスラビア共産党（以下「党」）を支配政党とする社会主義国ユーゴスラビア（以下「ユーゴ」）において、1948年のスターリン率いるソビエト連邦との対立（コミンフォルムからの追放）以降、1992年に社会主義体制が解体するまでの時期に採用された諸政策（労働者自主管理、市場社会主義、非同盟外交など）、およびそれを支える理論・イデオロギーの総称。1980年までの最高指導者ヨシップ・ブロズ・チトー（以下「チトー」）の名にちなむ。

## 概要
「チトー主義」と呼ばれる思想・政策が、同様にマルクス・レーニン主義から派生した「毛沢東思想」や「チュチェ思想」などと大きく異なる点は、当事者自らがこの呼称を積極的に用いたのではないことである。チトー以下ユーゴ指導部にとって、自分たちがよって立ち、かつ国民を導く思想はあくまで「マルクス主義」ないし「マルクス・レーニン主義」であり、個別の諸政策に上記の名前を与えていたにすぎない。
「チトー主義」という呼称が用いられたのは、まず、1948年以降ユーゴを敵視したソ連他の社会主義国、各国共産党の間においてであり、当然ながらそれは、「マルクス・レーニン主義から逸脱した修正主義」という否定的なニュアンスであった。この、「もともと他称、批判的呼称であった」という点は、「トロツキー主義」が、当初はスターリンを頂点とするソ連および国際共産主義運動の「正統派」（コミンテルン）からの攻撃的呼称であったこと、また「スターリン主義」が、スターリン批判後に既存のソ連型社会主義を批判する文脈で用いられたことと類似している。
「チトー主義」を、独自の社会主義という積極的な意味で用いたのは、まずは西側のジャーナリストや国際政治の研究者であり、スターリン批判後は、多様な社会主義のモデルを模索するマルクス主義思想家・運動家の間でもこの用語が認知された。

## 影響・評価
上で述べたように、スターリン没後の1955年にソ連とユーゴが和解するまでは、西側諸国で「チトー主義」が一定の評価を受ける一方、東側諸国や各国共産党内部では「チトー主義者」は「トロツキスト」とならぶ「異端者の烙印」であった。ユーゴへの包囲と並行して行われた東ヨーロッパ諸国指導部の粛清においては、しばしば「チトー主義者」が「罪名」の一つに挙げられたのである。特にアルバニアのエンヴェル・ホッジャはチトー主義を激しく批判し続け、国際関係を重視したユーゴと対照的にアルバニアは鎖国を行った。